# Jeffrey Marc Monforton

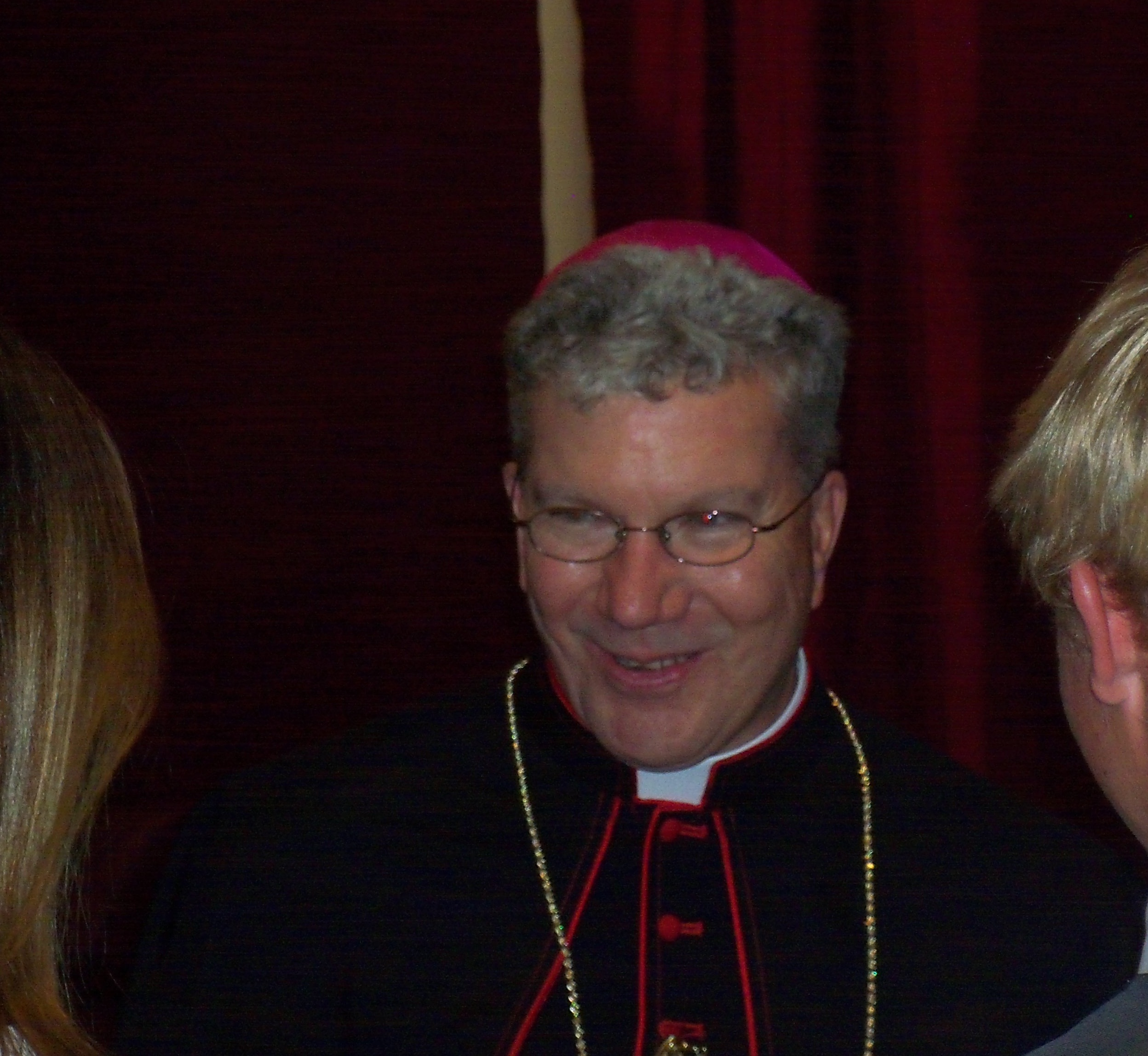
Bischof Monforton (2012)

Bischofswappen von Jeffrey Marc Monforton

Jeffrey Marc Monforton (* 5. Mai 1963 in Detroit) ist ein US-amerikanischer römisch-katholischer Geistlicher und Weihbischof in Detroit.

## Leben
Jeffrey Marc Monforton wuchs auf in Westland und in Wayne, Michigan, wo er auch die Wayne State University besuchte. Er trat in das Priesterseminar ein und erlangte dort 1989 einen Bachelor in Philosophie. Als Alumnus im Nordamerika-Kolleg in Rom erlangte er nach Studien an der Päpstlichen Universität Gregoriana 1992 ein Lizenziat in Theologie. Die Priesterweihe empfing er am 25. Juni 1994 durch den Erzbischof von Detroit, Adam Joseph Maida. Danach arbeitete er in der Seelsorge der Diözese und als Lehrer. Von 1998 bis 2005 war er Sekretär von Kardinal Maida und begleitete diesen zum Konklave 2005 nach Rom.
Papst Benedikt XVI. ernannte ihn am 3. Juli 2012 zum Bischof von Steubenville. Der Erzbischof von Cincinnati, Dennis Marion Schnurr, spendete ihm am 10. September desselben Jahres die Bischofsweihe; Mitkonsekratoren waren Adam Joseph Kardinal Maida, Alterzbischof von Detroit, und Allen Vigneron, Erzbischof von Detroit. Sein Wahlspruch lautet Faith Comes from Hearing („Der Glaube kommt aus dem Hören“ Röm 10,17 ).
Am 28. September 2023 ernannte ihn Papst Franziskus zum Titularbischof von Centuria und zum Weihbischof in Detroit.